# France Songs
France Songs is een hitlijst die gepubliceerd wordt door Billboard. De lijst omvat statistieken van verkoopcijfers van singles die populair zijn in Frankrijk. De gegevens zijn gebaseerd op verkoopcijfers, die samengesteld zijn door Nielsen SoundScan.